# 레오모터스
레오모터스는 대한민국의 전기자동차 전문 회사 외 자동차 부품회사이다.
2005년 5월 대한민국 최초의 전기자동차 EV-1을 발매했고, 2006년 7월에 본사를 설립했다.

## 역사
2005년 5월 한국최초 고속형 전기자동차 EV-1개발
2006년 7월 (주)레오모터스 회사 설립(Leo Zone)
2006년 10월 Multi Motor 시스템 개발. 전기자동차 장착 후 6만Km 테스트 성공
2007년 4월 세계최초 BMS 1마이크로볼트 셀 밸런싱 성공
2007년 10월 세계최초 전기장갑차 Fast Attack Vehicle 개발
2007년 11월미국 나스닥 OTC BB우회상장(pinksheets.com)
2007년 12월 저속전기차SGK 개발완료
2008년 10월 Zinc Hybrid 자동차, 방수 리듐폴리머 배터리 에어터빈 발전장치개발
2008년 11월 세계최초로 전기모터의 토크를 제어하는 파워 매니지먼트 개발
2008년 12월 11인승 리조트버스 개발완료
2009년 4월 세계최초로 내연엔진자동차(2000cc)의 성능을 능가하는 최대60Kw급 전기자동차 파워
트레인 개발 기아 모닝에 장착하여 성능입증
2009년 8월 EVIT 연구소 오픈
2009년 12월 세계최초 내연기관 성능이상의 고속전기버스 개발 완료
세계최초 아연구슬을 이용한 ZAFC을 개발
2010년 3월 세계최초의 2000cc급 자동차를 위한 15Kw급 BLDC발전기 개발, 전기자동차의 주행거
리 제한 극복 세계최초의 동급 내연이륜차의 성능을 능가하는 전기스쿠터 힐리스 모델출시 및 신차발표회 EV전시장 오픈
2010년 4월 전기스쿠터 1,170대 수주
2010년 6월 전기스쿠터 양산 생산라인 구축(월 1,000대)
2010년 7월 세계최초 240Kw급(10,000cc급) 전기자동차 파워트레인용 컨트롤러 개발
2010년 9월 세계최초로 1kW급 아연공기발전기 개발, 전문가 대상 세미나 개최
2010년 12월미국 SL사로부터 원유 개발용 ZAFC 개발 수주 S사의 신차를 이용한 전기 자동차 개발 수주
2011년 1월 브라질 D사의 스쿠터를 이용한 전기스쿠터 개발 수주
2011년 4월 S사의 신차를 전기자동차로 개발 2010서울 모터쇼에 출품
2011년 9월 전라남도영광군과 기업 이전 및 지원 MOU체결
2011년 11월 한화무역과 E-BOX 독점판매권 계약 체결(유럽)
2011년 12월 PDI E-BOX 계약 체결(콩고지역, 30만대)
2012년 4월 태양광발전 전문기업 (주)에스에너지의 태양광모듈과 (주)레오모터스의 전기에너지저장공
급장치인 E-BOX의 콩고동립형 PV 시스템 프로젝트 MOU체결!
2012년 7월 미국 레드칩과 IR 및 투자유치 계약
2012년 8월 2012전기차 부문 한국품질경영 우수기업으로 선정서울경제신문 대림대학교김필수 교수 레오모터스 자문위원으로 위촉
2012년 10월 15TH Annual FALL SMALL-CAP CONFERENCE 레오모터스 PT및 인터뷰-샌프란시스코
2012년 11월콩고 PDI C&D RDC와 전기에너지저장장치인 '솔라(Solar)E-BOX' 독립형시스템 5만 세트 $641,250,000(약 7235억원규모)본 계약 체결, 내년 상반기에 1차 5,000세트(약723억원)가 납품.
※이정용대표, 회사공동명의된 개인 특허소유권을 회사발전을 위해 모두 기부(배터리 스택 어셈블리 외 41건)
2013년 1월 1EleCo 냉동탑차 개발완료
2013년 2월 포춘코리아 주관 "2013 한국경제를 움직이는 인물" 25인(대기업포함)선정
2013년 3월 최정열 대표이사 선임, 이정용 대표 기술고문으로 현 대표이사 사임
2013년 5월 고속형 전기어선 신제품 발표회 및 전기에너지 저장장치인 e-Box전시행사

## 제품
- 자동차,바이크: E-Sports car,Quattix,MTX-e
- 자동차 부품 : e-Box, EleCo,ZAFC(아연공기 연료전지)

## 같이 보기
- 전기자동차